# عمر بن رمضان الهيتي
عمر بن رمضان الهيتي كان عالما فاضلا وشاعرا وخطاطا ولد في مدينة هيت، ويعتبر من مشاهير الخطاطين في بغداد، تخرج على يد العلامة المفتي محمود أبو الثناء الآلوسي، وكان يمتهن الخط وقد كتب كثيرا من الكتب، وفي خطه روعة وجمال تشهد بها مخطوطاته، ومن آثاره الخطية كتاب سيرة ابن هشام من مخطوطات المكتبة القادرية، ولقد كان شاعرا بليغا وكانت بينه وبين الشاعر عبد الغفار الأخرس مساجلات عديدة، وقد حدث بينهما من الهجاء ما حدث بين جرير والفرزدق، ولقد دونت أشعاره في مجالس بغداد.
وتوفي في بغداد عام 1253هـ، الموافق عام 1837م.